# 고령신씨 북백공파 고문서 85건
고령신씨 북백공파 고문서는 대한민국 경기도 화성시에 있는 고문서이다. 2011년 10월 4일 경기도의 유형문화재 제265호로 지정되었다.

## 개요
문서가 별도의 목적에 따라 개별적으로 수집된 것이 아니라 향촌에 세거한 독립적 문중에서 순차적으로 생산된 고문서가 일관되게 세전되어 온 것이기 때문에 향촌의 사회경제사를 연구에 있어서는 실증적 자료로서 상당한 기여를 할 것으로 가치가 인정된다.

## 참고 문헌
- 고령신씨 북백공파 고문서 85건 - 국가유산청 국가유산포털